# Leander Haußmann

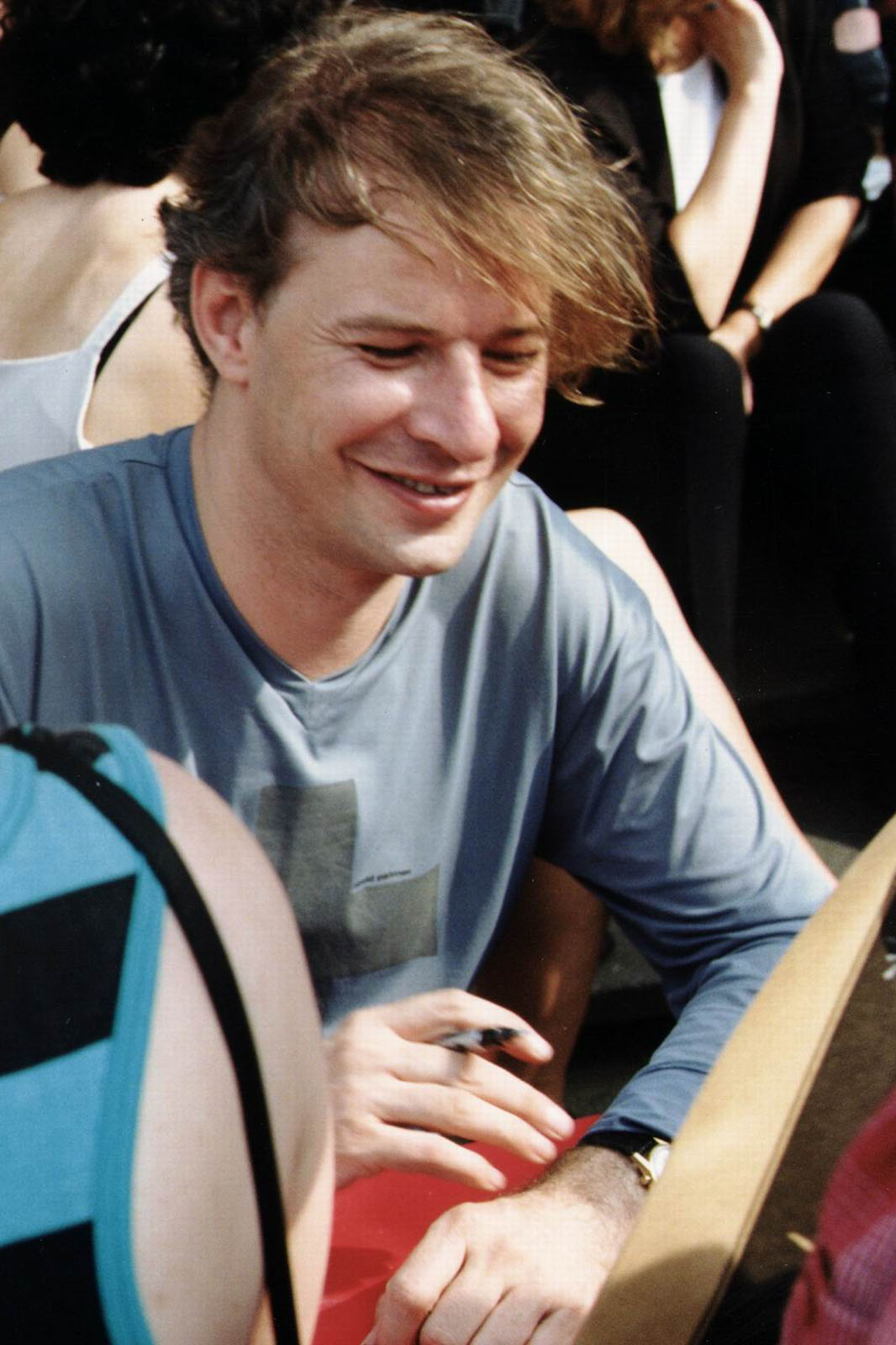

Leander Haußmann (26 de junho de 1959) é um diretor de teatro e cinema alemão. É filho de Ezard Haußmann.